# Aldehuela de Jerte
Aldehuela de Jerte (asztur-leóni és extremadurai nyelven Aldigüela del Xerti) település Spanyolországban, Cáceres tartományban. Aldehuela de Jerte Carcaboso, Galisteo és Plasencia községekkel határos. Lakosainak száma 352 fő (2024).

## Népesség
A település népessége az elmúlt években az alábbi módon változott:
| Lakosok száma | 373  | 352  | 345  | 338  | 386  | 375  | 374  | 364  | 372  | 352  |
|               | 2001 | 2004 | 2006 | 2009 | 2011 | 2014 | 2016 | 2019 | 2021 | 2024 |